# Когда женщина оседлает коня
«Когда женщина оседлает коня» (туркм. Aýal at çapanda) — советский историко-революционный поэтический фильм-драма 1974 года, снятая режиссёром Ходжакули Нарлиевым на киностудии «Туркменфильм».
Премьера фильма состоялась 15 сентября 1975 года. Фильм посмотрели 6 миллионов зрителей.

## Сюжет
Молодая женщина Артык-гуль видит странный сон о белом коне, мчащемся по чистому полю. Её мать испытывает ужас, так как по поверьям наступление конца света предсказывается, когда женщина оседлает коня, а жаворонок садится на ветку. Однако Артык-гуль, полюбив коммуниста Азада и вернувшись в родной аул, становится первой акушеркой, председателем женотдела и агитатором за новую жизнь.
Когда мулла второй раз произносит поговорку о женщине, оседлавшей коня, Артык-гуль утверждает, что конец света наступил для баев и служителей тьмы, которые упорно придерживаются устаревших обычаев и традиций. Под её влиянием жители аула пробуждаются к новой жизни и начинают свободно жить, как туркменки.

## В ролях
- Майя (Мая-Гозель) Аймедова — Артык-гуль (дублировала Инна Выходцева)
- Ходжан Овезгеленов — Меред-бай (дублировал Константин Тытров)
- Александр Краснопольский — Сашко (дублировал Геннадий Крашенинников)
- Ходжаберды Нарлиев — Берды (дублировал Алексей Панькин)
- Баба Аннанов — Атабаев, председатель Совнаркома (дублировал Артём Карапетян)
- Аман Байрамбердыев — Айтаков, председатель ЦИКа
- Пиркули Атаев — Ата-ага (дублировал Виктор Филиппов)
- Хоммат Муллык — Азад (дублировал Анатолий Кузнецов)
- Ходжадурды Нарлиев — Хоммад (дублировал Евгений Жариков)

## Съёмочная группа
- Режиссёр: Ходжакули Нарлиев
- Сценаристы: Ходжакули Нарлиев, Майя (Мая-Гозель) Аймедова
- Оператор: Христофор Триандафилов
- Художник: Аннамамед Ходжаниязов
- Композитор: Реджеп Реджепов
- Звукорежиссёры: Байрам Чарыев, Сапар Молланиязов
- Монтажёр: Г. Трященко